# Knežji potok, Pšata
Knežji potok je potok, ki izvira v Tunjiškem gričevju blizu naselja Tunjice in se kot levi pritok priključi reki Pšata, ta pa se kasneje izliva v Kamniško Bistrico.